# Valentina Juravliova
Valentina N. Juravliova (în rusă Валентина Николаевна Журавлёва) (n. 17 iulie 1933, Bakı, Republica Sovietică Socialistă Azerbaidjană – d. 12 martie 2004, Petrozavodsk, Republica Carelia, Rusia) a fost o scriitoare sovietică de literatură științifico-fantastică. A fost membră a  Uniunii Scriitorilor din URSS (1963). A fost soția scriitorului, inginerului și inventatorului sovietic, Genrich Altshuller, din 1990 locuind în orașul Petrozavodsk.

## Biografie
Juravliova a fost unul dintre cele mai proeminenți scriitori de science fiction din anii 1960. Lucrările sale sunt dedicate anchetei capacităților umane nerezolvate, în special - caracteristicile psihicului, ale minții și ale intelectului. A publicat mai multe articole legate de dezvoltarea cinematografiei științifico-fantastice.
A absolvit Institutul de Medicină din Baku, proiectul de diplomă fiind Plantele medicinale ale Azerbaidjanului. 
Între 1956 - 1958, Juravliova  a scris cinci povestiri SF pline de lirism și optimism tineresc. Povestirea Rapsodia stelelor prezintă „poezia siderală” alături de tânăra astronaută Ala Vadimirovna.

## Traduceri în limba română
- În luptă cu timpul (Сквозь время), CPSF 99
- Experiența 768+...∞ (Эксперимент 768+...~),  CPSF 112
- Rapsodia stelelor (Звёздная соната); Bioautomatul (Звездный камень); Planeta albastră (Голубая планета),  CPSF 123
- Balada stelelor (Баллада о звёздах), împreună cu Ghenadi Altov, CPSF 211-214
- Făuritorul Atlantidei (Человек, создавший Атлантиду) CPSF 275
- Corectiv „X” (Поправка на икс), în Formula nemuririi, Editura Tineretului, Colecția SF, 1967
- Balada stelelor (Баллада о звёздах), împreună cu Ghenadi Altov, Editura Credo Press, 1994